# San Salvador (Allande)
San Salvador es un lugar perteneciente a la parroquia de San Salvador del Valledor, en el concejo de Allande, comarca del Narcea, Principado de Asturias, España.